# Günther Kelch
Günther Kelch (* 4. April 1917 in Berlin; † 31. Juli 1943 in Gatschina, Sowjetunion) war ein deutscher Eishockeyspieler, der unter anderem bei den Zehlendorfer Wespen spielte und mit der deutschen Nationalmannschaft an den Weltmeisterschaften 1937 und 1939 teilnahm.

## Karriere
Günther Kelch und sein älterer Bruder Hans-Werner Hanneman Kelch spielten beide Eishockey für den SC Brandenburg Berlin und die Zehlendorfer Wespen. Anfang der 1940er Jahre wurde der Spielbetrieb bei den Wespen eingestellt und die Kelch-Brüder wechselten mit anderen Spielern zum LTTC Rot-Weiß Berlin. Mit dem LTTC wurde er 1941 deutscher Vizemeister.
Mit der deutschen Nationalmannschaft nahm er an den Weltmeisterschaften 1937 (Platz 4) und 1939 (Platz 5) teil, absolvierte 7 Länderspiele und erzielte 1 Tor. Zudem gewann er in der Europameisterschaftswertung jeweils die Bronzemedaille.
Im Zweiten Weltkrieg war er Hauptmann in der Luftwaffe der Wehrmacht, zuletzt als Staffelkapitän bei der 7. Staffel des Jagdgeschwaders 26, in der er von Februar bis Juni 1943 13 Abschüsse errang. Dafür erhielt er den Ehrenpokal für besondere Leistung im Luftkrieg.
Am 30. Mai 1943 entkam er knapp dem Tod, als einer der Flugzeugführer seiner Staffel abgeschossen wurde. Schließlich starb er zwei Monate später in Gatschina in der Nähe von Leningrad, als eine 21-cm-Rakete im Unterflügelwerfer seines Flugzeugs explodierte und dieses in Brand setzte.
Er wurde 1988 posthum in die Deutsche Hockey Hall of Fame aufgenommen.

## Erfolge und Auszeichnungen
- 1937 Bronzemedaille bei der Europameisterschaft
- 1939 Bronzemedaille bei der Europameisterschaft
- 1941 Deutscher Vizemeister mit dem LTTC Rot-Weiß Berlin